# Jedi Mind Tricks
I Jedi Mind Tricks (conosciuti anche con l'acronimo JMT) sono un trio hip hop proveniente da Filadelfia e fondato inizialmente dal rapper Vinnie Paz (Vincenzo Luvineri) e dal produttore Stoupe (Kevin Baldwin). Alla formazione si sono aggiunti nel corso degli anni anche il rapper del New Jersey Jus Allah (James Bostick), DJ Drew Dollars e il turntablist di Filadelfia DJ Kwestion.
Dopo aver pubblicato un EP nel 1996, il duo inizia a ottenere un certo seguito con l'uscita degli album The Psycho-Social, Chemical, Biological & Electro-Magnetic Manipulation of Human Consciousness (1997) e Violent by Design (2000), prima di firmare con l'indipendente Babygrande Records. Il primo disco con la nuova label, Vision of Gandhi (2003), dà il via alla discesa commerciale dei JMT.
Il gruppo è conosciuto per le particolari produzioni di Stoupe, spesso incentrato sull'utilizzo di campioni della musica classica finemente rielaborati e il frequente ricorso al turntablism, e le liriche violente e spinte al limite di Vinnie. Il marchio di fabbrica di Vinnie è l'utilizzo di similitudini velenose e al contempo poetiche. Hanno una lunga lista di collaborazioni sia con MC regionali che con veterani del rap, inclusi Kool G Rap, Black Thought, Dilated Peoples, 7L & Esoteric, Sean Price, Ras Kass, Canibus, Percee P, Killah Priest, Louis Logic, GZA, R.A. the Rugged Man e Tragedy Khadafi.

## Carriera

### Amber Probe EP e Psycho-Social LP
JMT hanno debuttato ufficialmente con l'EP Amber Probe EP nel 1996. Il lato B di quell'album fu incluso nel loro primo LP, The Psycho-Social LP, che fu distribuito l'anno successivo. In questo album Vinnie Paz si definiva col nome di Ikon the Verbal Hologram. L'album conteneva temi basati su teorie del complotto e antica mitologia mediorientale.

### Five Perfect Exertions EP e Violent By Design
Dopo aver pubblicato il suo primo LP, Vinnie Paz ha concepito l'idea di formare un super gruppo rap underground di artisti east coast chiamato Army of the Pharaohs (abbreviato in AotP). Il 1998 ha visto premiato il risultato di questi sforzi nel The Five Perfect Exertions EP. L'EP conteneva featuring di Virtuoso, 7L & Esoteric, e Bahamadia. L'EP venne successivamente remixato in occasione del successivo LP dei JMT, Violent by Design (2000).
L'LP, che come titolo originale aveva Polymatrix: Reincarnation of the Hologramic Christ, divenne presto come il miglior lavoro del gruppo. Vinnie Paz divenne sensibilmente più aggressivo nelle liriche. L'LP introduceva al gruppo Jus Allah, un amico e rapper che aveva lasciato il gruppo per il college ma che poi si era riunito a Vinnie e Stoupe. Jus, che faceva parte della Five Percent Nation, era presente in alcuni brani di Violent by Design e divenne in maniera non ufficiale il terzo membro dei JMT.
La lista degli ospiti è attualmente la più lunga di tutti gli altri album della loro carriera, includendo artisti come Mr. Lif, Planetary (degli Outerspace), Louis Logic, Diamondback, L-Fudge, B.A. Barakus, J-Treds, Killa Sha, e Tragedy Khadafi. Durante il periodo di registrazione di Violent by Design Paz cambiò il suo alias in Vinnie Paz, ispirato da Vinny Paz, un boxeur. La ragione di ciò fu una breve ma intensa rivalità col rapper underground "Icon The Mic King".

### Visions of Gandhi
Nel tardo 2001, i JMT ricevettero un'offerta dal fondatore della Babygrande Records Chuck Wilson. L'incertezza sull'accettare l'offerta da parte di Jus Allah gli costò l'allontanamento dal gruppo. Stoupe e Vinnie Paz chiusero la loro piccola etichetta Superegular label e firmarono per la Babygrande. Prima di pubblicare l'EP White Nightmare sotto l'etichetta di Virtuoso "Omnipotent Records", Jus venne isolato dall'intera scena underground di Filadelfia; Le due parti (JMT e Jus) non si sarebbero parlate per oltre tre anni. Inoltre, Virtuoso venne allontanato dal gruppo AoTP.
Verso la metà del 2003 venne pubblicato il terzo LP dei JMT, Visions of Gandhi. In un'intervista, Vinnie Paz affermò che il titolo era ispirato da un verso di Foxy Brown nella canzone di Nas "Affirmative Action", ed espresse la necessità di un'importante figura non-violenta come Gandhi in un mondo segnato dai fatti dell'11 settembre 2001.
Stoupe, dotatosi di uno studio professionale a New York, espanse la varietà delle sue produzioni, incorporando campionamenti di strumenti di musica classica e utilizzando un flava dal suono Latino. In risposta, alcuni fans di lungo corso hanno criticato il gruppo per l'utilizzo esasperato di beat particolari da parte di Stoupe. Tuttavia, l'album ha aumentato il bacino d'utenza del gruppo, la sua popolarità e il successo, che hanno continuato a crescere.

### Legacy of Blood and Servants in Heaven, Kings in Hell
Poco meno di un anno dopo, i JMT hanno mostrato la loro vena creativa in Legacy of Blood, all'interno del quale questa volta si è deciso di ridurre al minimo le partecipazioni esterne. Ricordando la lezione che hanno ricevuto con il mezzo passo falso di Vision of Gandhi, i JMT hanno sfruttato per quest'album aspetti provenienti dalle due produzioni precedenti. Vinnie Paz ha anche aggiunto una particolare vena personale alle proprie liriche; questo si nota molto nel brano "Before the Great Collapse".
Nel febbraio del 2005, la Babygrande ha ufficialmente annunciato di aver messo sotto contratto Jus Allah, che ha pubblicato l'album All Fates Have Changed nel maggio di quell'anno. Comunque, dopo una disputa col Direttore della Babygrande, Jus Allah ha lasciato la Babygrande e negato qualsiasi partecipazione futura a progetti dei JMT.
Il quinto album dei JMT, intitolato Servants in Heaven, Kings in Hell, è stato distribuito il 19 settembre 2006. La distribuzione dell'album ha coinciso con l'inizio di un tour che è partito da Times Square, a New York. L'album è stato largamente acclamato da critica e fans, diversamente dai due album precedenti. Una larga parte dei consensi deriva dallo stile musicale, diverso rispetto ai lavori precedenti. Il primo singolo dell'album è stato "Heavy Metal Kings" con Ill Bill, seguito da "Razorblade Salvation" (cantato con Shara Warden), e la traccia narrativa "Uncommon Valor: A Vietnam Story" con R.A. The Rugged Man.

### A History of Violence
A History of Violence è il sesto album dei Jedi Mind Tricks, prodotto sotto l'etichetta BabyGrande Records, ed uscito l'11 novembre 2008. L'album vede il ritorno alla formazione originaria di Jus Allah, mc del New Jersey che aveva lasciato i Jedi Mind Tricks dopo l'uscita di Violent By Design, le sue liriche sembrano ricalcare lo stile ruvido e violento di Vinnie Paz, pur mantenendo un carattere a suo modo originale e in linea con la crew di Philadelphia. Stoupe campiona brani di musica leggera spagnola, musica classica, con un maggiore affinamento di tecnica e di qualità del suono, e viene lasciato un ampio terreno ai cuts e agli scratch di Dj Kwestion. Oltre a Vinnie Paz e Jus Allah, prendono parte al disco vari rappers provenienti dal collettivo hip hop Army Of The Pharaohs (creato dallo stesso Vinnie Paz): Block Mc Cloud, Demoz, Outerspace, King Magnetic. Il primo singolo di A History of Violence, Monolith, è uscito il 2 ottobre 2008.

## Discografia

### Album in studio
- 1997 – The Psycho-Social, Chemical, Biological & Electro-Magnetic Manipulation of Human Consciousness
- 2000 – Violent by Design
- 2003 – Vision of Gandhi
- 2004 – Legacy of Blood
- 2006 – Servants in Heaven, Kings in Hell
- 2008 – A History of Violence
- 2011 – Violence Begets Violence
- 2015 – The Thief and the Fallen
- 2018 - The Bridge And The Abyss
- 2021 - The Funeral & The Raven

### Singoli
- 1997 – I Who Have Nothing
- 1999 – Heavenly Divine
- 2000 – Genghis Khan
- 2001 – Blood Runs Cold
- 2002 – Animal Rap
- 2002 – Kublai Khan
- 2003 – Rise of the Machines
- 2004 – Before the Great Collapse/On the Eve of War
- 2005 – The Age of Sacred Terror
- 2006 – Heavy Metal Kings
- 2008 – Monolith
- 2008 – Godflesh
- 2011 – Target Practice
- 2011 – When Crows Descend Upon You
- 2015 – Deathless Light
- 2015 – Fraudolent Cloth